# ویلیام هاینمان
ویلیام هاینمان (انگلیسی: William Heinemann; زاده ۱۸ مهٔ ۱۸۶۳ – درگذشته ۵ اکتبر ۱۹۲۰) ویراستار، و ناشر اهل بریتانیا بود.

## زندگی
ویلیام هاینمان در ۱۸۶۳ در ساربیتون، ساری (انگلستان) متولد شد. وی پسر بزرگ لوئی هاینمان، یک مدیر بانک اهل هانوفر، آلمان، بود.